# Swedish Metal Triumphators vol. 1
Swedish Metal Triumphators vol. 1 – split szwedzkich zespołów power metalowych Persuader i Freternia. Został wydany w roku 2000 przez Loud 'n' Proud Records. Oba zespoły dzięki tej wytwórni muzycznej i w tym samym roku wydały swoje debiutanckie albumy studyjne.

## Spis utworów

### Persuader
1. "Heart and Steel"
2. "Cursed"
3. "Escape" (demo)
4. "Cursed" (demo)

### Freternia
1. "The Worst of Enemies"
2. "Guardians of the Night"
3. "Two Friends in Enemyland" (demo)
4. "Guardians of the Night" (demo)